# Livia Brito
Livia Brito Pestana (Ciego de Ávila, Provincia de Ciego de Ávila; 21 de julio de 1986) es una actriz y modelo cubana. Debutó como actriz en 2010 con la telenovela mexicana Triunfo del amor, desde entonces ha sido reconocida por participar en diversas telenovelas.

## Primeros años
Livia Brito Pestana es una actriz de nacionalidad cubana, hija del actor Rolando Brito y de la bailarina de Ballet Clásico Gertrudis Pestana, nacida en La Habana. Brito estudió actuación en el Centro de Educación Artística, y después de egresar tuvo la oportunidad de iniciar su participación en telenovelas mexicanas.

## Carrera
En 2010, Brito debuta como actriz en la telenovela mexicana Triunfo del amor (2010–2011), del productor y director mexicano Salvador Mejía. En 2012, la productora mexicana de telenovelas Angelli Nesma le ofrece participar en la telenovela Abismo de pasión (2012), junto a los actores David Zepeda y Angelique Boyer. En ese mismo año participó en la obra de teatro El cartero, compartiendo créditos con los actores Erick Elías, Helena Rojo, Ignacio López Tarso, entre otros. Brito también apareció en la portada de la revista H Para Hombres.
En 2013, la productora y escritora de telenovelas Lucero Suárez le ofrece el protagónico de la telenovela De que te quiero, te quiero (2013–2014), junto al actor mexicano Juan Diego Covarrubias, siendo esta su tercera telenovela. En 2014 también protagonizó la telenovela Muchacha italiana viene a casarse (2014–2015), junto al actor José Ron. En aquel año fue la conductora de la tercera temporada del programa de telerrealidad y telemusical de baile Bailando por un sueño. En 2016, participa en la serie de televisión Por siempre Joan Sebastian, una serie biográfica de la vida del cantante y compositor mexicano Joan Sebastian, en donde interpreta a la actriz Maribel Guardia en su etapa joven. Brito realizaba comerciales de TV en México desde 2016 para la botana Ruffles de Sabritas.
En 2017, Livia protagonizó la serie de televisión de drama criminal La piloto (2017–2018), al lado del actor mexicano Arap Bethke. En 2019 protagoniza la telenovela de drama médico Médicos, línea de vida (2019–2020), junto a los actores Daniel Arenas y Rodolfo Salas. En 2021, también protagonizó la telenovela La desalmada, nuevamente junto al actor José Ron.

## Filmografía
| Año  | Título                                          | Papel         | Notas |
| ---- | ----------------------------------------------- | ------------- | ----- |
| 2013 | No sé si cortarme las venas o dejármelas largas | Teibolera     |       |
| 2014 | Volando bajo                                    | Ana Bertha    |       |
| 2014 | La dictadura perfecta                           | Jazmín        |       |
| 2017 | Juan Apóstol, el más amado                      | María         |       |
| 2023 | Infelices para siempre                          | Carmen Pelusi |       |

| Año       | Título                            | Papel             | Notas             |
| --------- | --------------------------------- | ----------------- | ----------------- |
| 2010–2011 | Triunfo del amor                  | Fernanda Sandoval |                   |
| 2012      | Abismo de pasión                  | Paloma González   |                   |
| 2013–2014 | De que te quiero, te quiero       | Natalia García    |                   |
| 2014–2015 | Muchacha italiana viene a casarse | Fiorella Bianchi  |                   |
| 2016      | Por siempre Joan Sebastian        | Maricruz Guardia  |                   |
| 2017      | La doble vida de Estela Carrillo  | Yolanda Cadena    | Invitada especial |
| 2017–2018 | La piloto                         | Yolanda Cadena    |                   |
| 2018      | Descontrol                        | María Zamarripa   |                   |
| 2019–2020 | Médicos, línea de vida            | Regina Villaseñor |                   |
| 2021      | La desalmada                      | Fernanda Linares  |                   |
| 2022      | Mujer de nadie                    | Lucía Arizmendi   |                   |
| 2023–2024 | Minas de pasión                   | Emilia Sánchez    |                   |
| 2025      | Amanecer                          | Alba Palacios     |                   |

| Año       | Título      | Papel            | Lugar          |
| --------- | ----------- | ---------------- | -------------- |
| 2012–2013 | El cartero  | Beatriz González | Varios lugares |
| 2015–2016 | Los Bonobos | Ángeles          | Varios lugares |

## Premios y nominaciones
| Año  | Premio                      | Resultado | Categoría                | Trabajo                           |
| ---- | --------------------------- | --------- | ------------------------ | --------------------------------- |
| 2012 | Premios ACPT                | Ganadora  | Revelación femenina      | El cartero                        |
| 2012 | Premios TVyNovelas (México) | Ganadora  | Mejor actriz juvenil     | Triunfo del amor                  |
| 2013 | Premios TVyNovelas (México) | Ganadora  | Mejor actriz juvenil     | Abismo de pasión                  |
| 2013 | Premios TVyNovelas (México) | Ganadora  | La más guapa             | Abismo de pasión                  |
| 2014 | Premios TVyNovelas (México) | Nominada  | La más guapa             | De que te quiero, te quiero       |
| 2014 | Premios TVyNovelas (México) | Ganadora  | Beso favorito            | De que te quiero, te quiero       |
| 2016 | Premios ACE                 | Ganadora  | Mejor actriz             | Muchacha italiana viene a casarse |
| 2016 | Premios TVyNovelas (México) | Nominada  | Mejor actriz protagónica | Muchacha italiana viene a casarse |
| 2019 | Premios TVyNovelas (México) | Nominada  | Mejor actriz protagónica | La piloto                         |
| 2020 | Premios TVyNovelas (México) | Nominada  | Pareja favorita          | Médicos, línea de vida            |
| 2020 | Premios TVyNovelas (México) | Nominada  | La más guapa             | Médicos, línea de vida            |
| 2020 | Premios TVyNovelas (México) | Ganadora  | La sonrisa más bella     | Médicos, línea de vida            |